# Moduru Kaval, Challakere
Moduru Kaval là một làng thuộc tehsil Challakere, huyện Chitradurga, bang Karnataka, Ấn Độ.